# Georges Cretté
 (août 2019).
Georges Cretté, né le 6 juin 1893 à Créteil et mort le 30 juillet 1969 à Paris, est un des relieurs d'art français les plus importants du XXe siècle.
Il apprend les métiers du livre à l'École Estienne dont il sort premier en 1910 avec une spécialité pour la dorure et les décors. Cette distinction lui permet d'être remarqué par l'artisan le plus important de l'époque : Marius-Michel, qui l'accueille dans son atelier.
Il se perfectionne tout d'abord dans la réalisation des décors floraux qui font la réputation de l'atelier, puis participe petit à petit à la conception des décors jusqu'en 1925, où il reprend l'atelier. Il remporte cette année-là le Grand-Prix de l'Exposition internationale des arts décoratifs. Son style s'affirme alors comme un renouveau avec des tracés géométriques ou courbes à l'or, au palladium ou à froid, représentant des dizaines d'heures de travail de dorure et toujours exécutés à la perfection.
Il expose au Salon des artistes décorateurs de 1924 à 1929 ainsi qu'à la Galerie Brandt (1929). Il affectionne particulièrement les maroquins de toutes les couleurs pour confectionner des reliures dont l'objectif était d'agrémenter les livres et de les protéger. D'autres matériaux tels que le box sont aussi utilisés.
Durant sa longue activité, il relie les œuvres des auteurs et des illustrateurs les plus importants du moment. Cette période représente une sorte d'âge d'or de la bibliophilie et de la reliure durant le XXe siècle. Il a notamment pour client le bibliophile marseillais Henri Bonnasse et participe à l'exposition de 1953 sur La reliure originale à la Bibliothèque nationale.
Il meurt le 30 juillet 1969 en son domicile dans le 5e arrondissement de Paris.